# Sarri-Kusuh
Sarri-Kusuh o Šarri-Kušuḫ (segunda mitad del siglo XIV a. c.) fue el nombre de trono que adoptó Piyassili (en hitita Piyaššili), tercer hijo conocido de Suppiluliuma I, cuando fue nombrado virrey hitita de Karkemish por su padre.
Tercer hijo de Suppiluliuma I, fue colocado por su padre al frente del virreinato de Karkemish tras las Segunda Guerra Siria. Desde este puesto, se repartió la representación hitita en Siria con su hermano Telepinu como virrey de Alepo, quedando Sarri-Kusuh encargado de la defensa de los intereses hititas en la zona.
Entre todas las campañas que llevó a cabo contra los reinos de la zona destaca la que, durante el reinado de su hermano Mursili II, le enfrentó a una revuelta de algunos vasallos hititas que contaban con el apoyo de Egipto.
Falleció poco después de esta señalada campaña, durante un viaje a Kizzuwadna para encontrarse con Mursili II, siendo sucedido por su hijo.